# Bastetani
Người Bastetani hoặc Bastuli là một tộc người Iberes cổ đại (trước thời La Mã) ở bán đảo Iberia (người La Mã gọi là Hispania). Họ được tin là đã nói tiếng Iberes.

Lãnh thổ của người Bastetani

Lãnh thổ của họ trải dài trên khu vực ngày nay là phía nam của Albacete, Almería, Granada, phía đông Málaga, và phía đông nam của Jaén, cũng như phía tây của vùng Murcia ở khu vực phía đông nam của bán đảo Iberia. Các thành phố chính của họ trải dài từ Baria, ngày nay là Villaricos cho đến Bailo (Cádiz), như là Malaka, Abdera, Sexi và Carteia
.